# Rangkahkidul
Rangkahkidul is een bestuurslaag in het regentschap Sidoarjo van de provincie Oost-Java, Indonesië. Rangkahkidul telt 4209 inwoners (volkstelling 2010).